# August von Werder (Orgelbauer)
August von Werder (* 7. Mai 1819 in Hetjershausen; † 12. November 1882 in Höckelheim) war ein deutscher Orgelbauer des 19. Jahrhunderts.

## Leben und Werk
Heinrich Christoph August von Werder entstammte dem Adelsgeschlecht der von Werder. Er wuchs bei seinem Vater Friedrich Werder in Hetjershausen, dann in Elliehausen auf. (Justus) Friedrich Werder (* 11. Februar 1783 in Bördel; † 27. Januar 1858 in Elliehausen) war in Hetjershausen und Elliehausen Lehrer und ist daneben auch von 1823 bis 1847 mit Orgelreparaturen belegt. August von Werder war kein gelernter Orgelbauer, sondern erlernte wohl ab 1833 das Tischlerhandwerk bei dem Tischler Johann Christoph Albrecht in Elliehausen, der auch als Orgelbauer tätig war. Anschließend arbeitete er für kurze Zeit – vermutlich 1836/37 – in Hannover in der Werkstatt des Hoforgelbauers Meyer und in der Klavierfabrik Helmholtz. Von 1837 bis 1845 wohnte er in Elliehausen, dann in Northeim und ab 1851 in Höckelheim, wohin er jeweils auch seine Orgelbauwerkstatt verlegte. Vor dem Juli 1860 verlor er durch einen Brand Baumaterial. Er schuf einmanualige Orgeln, die traditionell konzipiert waren.

## Werkliste (Auswahl)
In der fünften Spalte bezeichnet die römische Zahl die Anzahl der Manuale, ein großes „P“ ein selbstständiges Pedal und ein kleines „p“ ein nur angehängtes Pedal, die arabische Zahl in der vorletzten Spalte die Anzahl der klingenden Register. Bedeutende erhaltene historische Gehäuse (mit modernen Orgeln) werden durch Kursivierung angezeigt.
| Jahr | Ort                            | Kirche                            | Bild | Manuale | Register | Bemerkungen |
| ---- | ------------------------------ | --------------------------------- | ---- | ------- | -------- | --- |
| 1838 | Göttingen                      | Armen-Arbeitsanstalt, Angerstraße |      | I       | 7        | seine erste Orgel; nicht erhalten |
| 1840 | Holzerode                      | Ev.-ref. Kirche                   |      | I/P     | 11       | 2021–2022 renoviert und restauriert durch Bartelt Immer; weitgehend erhalten                                                               |
| 1841 | Spanbeck                       |                                   |      | I/P     | 12       | nicht erhalten |
| 1843 | Bodensee (Landkreis Göttingen) | St. Matthäus                      |      | I/P     | 11       | nicht erhalten |
| 1843 | Wöllmarshausen                 | Kirche Wöllmarshausen             |      | I/P     | 9        | 1974–1976 durch Albert Frerichs restauriert                                                                                                |
| 1844 | Obernjesa                      | Marienkirche                      |      | I/P     | 11       | mit Holzregistern aus Eiche und Birnbaum; weitgehend erhalten, 1976 durch Martin Haspelmath restauriert                                    |
| 1846 | Roringen                       | St.-Martins-Kirche                |      | I/P     | 11       | 1999 verbrannt |
| 1848 | Bremke (Gleichen)              | Ev.-luth. Kirche                  |      | I/P     | 11       | einige Register im Neubau von Albrecht Frerichs (1968) integriert                                                                          |
| 1849 | Settmarshausen                 | Ev.-luth. Kirche                  |      | I/P     | 11       | unter Verwendung älterer Orgelteile; 2005 Restaurierung durch Orgelbau Krawinkel                                                           |
| 1850 | Esebeck                        | St. Pankratius                    |      | I/P     | 11       | zum großen Teil erhalten |
| 1850 | Höckelheim                     | Ev.-luth. Kirche St. Marien       |      |         |          | nicht erhalten |
| 1852 | Berka                          | St. Martini                       |      | I/P     | 10       | 1996 Restaurierung durch Werner Bosch Orgelbau; vollständig erhalten                                                                       |
| 1853 | Gillersheim                    | Ev.-luth. Kirche                  |      | I/P     | 13       | 1912 durch Neubau von P. Furtwängler & Hammer hinter dem historischen Gehäuse ersetzt; 1978 Neubau von Martin Haspelmath; Gehäuse erhalten |
| 1857 | Großenrode                     | St. Johannis                      |      | I/P     |          | 1963/64 durch Neubau von Paul Ott ersetzt (II/P/21); 4 Register, Windladen und Spieltraktur erhalten                                       |
| 1862 | Wulften am Harz                | St.-Aegidien-Kirche               |      | I/P     | 10       | |